# Ёкомити, Такахиро
Такахиро Ёкомити (яп. 横路 孝弘 Ёкомити Такахиро) (3 января 1941, Саппоро — 2 февраля 2023, Токио) — японский государственный деятель, председатель Палаты представителей (2009—2012), губернатор префектуры Хоккайдо (1983—1995).

## Политическая карьера
Он был избран на первый из своих пяти сроков в Палате представителей в 1969 году в качестве члена Социалистической партии Японии в избирательном округе его покойного отца Сэцуо Ёкомити.
Он покинул палату представителей и был избран губернатором Хоккайдо. Он работал в течение трёх сроков с 1983 по 1995 год.
В 1990 году трехлетний Константин Скоропышный, который получил серьёзные ожоги, лечился в Медицинском университете Саппоро. Администрация Хоккайдо обсуждала этот вопрос с министерством иностранных дел, было решено срочно принять ребёнка без визы.
В 1996 году он был переизбран в Палату представителей. Он являлся лидером самой левой фракции в Демократической партии Японии. После победы на выборах 2009 года президент Юкио Хатояма назвал его следующим спикером Палаты представителей.
На парламентских выборах 2012 года потерял свой мажоритарный мандат, но прошёл по пропорциональной системе в партийном списке. Вернул своё депутатское место на выборах 2014 года и сохранял его до выхода на пенсию в 2017 году.
Умер 2 февраля 2023 года.